# Siméon Denis Poisson
Siméon Denis Poisson, född 21 juni 1781, död 25 april 1840, var en fransk matematiker.

## Biografi
Poisson blev professor i matematik och mekanik vid École polytechnique i Paris 1802, därjämte medlem av Bureau des longitudes 1808 och professor i mekanik vid Faculté des sciences 1809. Han författade mer än 300 avhandlingar, berörande de flesta grenar av matematiken. Av sina samtida blev han jämförd med Lagrange och Laplace. 
Viktigast torde hans arbeten inom matematisk fysik vara, särskilt rörande läran om elektricitet och magnetism, vars matematiska grundläggning härrör från Poisson, samt den celesta mekaniken. Av stort värde var även hans undersökningar om planetsystemets stabilitet, där han fortsatte Lagranges arbeten och visade, att stabiliteten äger bestånd, även om man tar hänsyn till andra approximationen. Inom den rena matematiken var Poissons främsta avhandlingar ägnade åt teorin för definita integraler och Fourierserier. 
Poisson tilldelades Lalandepriset av Franska vetenskapsakademien 1810 och Copleymedaljen av Royal Society 1832. Han invaldes 1823 som utländsk ledamot nummer 245 av Kungliga Vetenskapsakademien. Hans namn tillhör de 72 som är ingraverade på Eiffeltornet.
Bland Poissons större arbeten kan nämnas Traité de mécanique (1811), Théorie nouvelle de l'action capillaire (1831), Théorie mathématique de la chaleur (1835) och Recherches sur la probabilité des jugements en matière criminelle et en matière civile (1837).

## Eftermäle
Asteroiden 12874 Poisson är uppkallad efter honom.